# Livin' la Vida Loca
"Livin' la Vida Loca" är en hitlåt med puertorikanske sångaren Ricky Martin. Den släpptes 23 mars 1999 från albumet Ricky Martin. Låten komponerades av Desmond Child och Draco Rosa, och toppade listorna under 1999. Den nominerades till flera Grammypriser, och blev en framgång för Ricky Martin i USA samt övriga världen. 2007 rankades låten som nummer 28 på VH1:s lista over 1990-talets största låtar. För Ricky Martin blev den något av en signaturmelodi. 
Låten anses allmänt vara en av de som startade latinopopexplosionen under 1999, med namn som Jennifer Lopez, Enrique Iglesias och Shakira, inom den engelsktalande världen. När CNN visade Ricky Martin uppträda med "La Copa de la Vida" på Grammygalan 1999, blev det någon av en kataklysm för latinopopens frammarsch på USA-scenen. Livin' la Vida Loca sålde över 8 miljoner exemplar.

## Inspelningen
Låten var den första singelettan i USA att spelas in utan konventionell studioutristning. I stället skapades den i en datoriserad miljö, där mjukvaran Pro Tools användes. På inspelningen användes även en kompressor för att öka ljudet.

## Musikvideo
Videon regisserades av Wayne Isham i mars 1999 i Los Angeles, och visades senare samma månad, och den nominerades i sex olika kategorier till MTV Video Music Awards 1999, inklusive Video of the Year, Best Male Video, Best Choreography in a Video samt Viewer's Choice. Den vann två stora priser, Best Pop Video och Best Dance Video samt röstades fram tre gånger i internationella Viewers Choice categories. Den vann också priset Ritmo Latino Music Award for Music Video of the Year.

## Listframgångar
"Livin' la Vida Loca" blev en av Ricky Martins största hitlåtar. Den blev hans första singeletta på Billboard Hot 100, och stannade på den amerikanska förstaplatsen under fem veckor i rad, och hamnade bland de tio främsta på 1999 års årslista. Singeln belönades med platina för över en miljon fysiska försäljningar enbart i USA. Den toppade Hot Latin Songs i nio veckor, samt Latin Pop Songs i 10 veckor. Trots att den släpptes för den digitala eran, sålde den över 502 000 digitala exemplar i USA, och blev Ricky Martins bäst säljande nedladdningsbara låt. På Canadian RPM Top Singles toppade den listan i åtta veckor, medan den på Canadian Singles Chart låg etta i tre veckor.
I Storbritannien debuterade "Livin' la Vida Loca" på förstaplatsen, och stannade där i tre veckor. Den sålde 832 000 exemplar, och belönades med platina. Den blev också listetta i Irland och Nya Zeeland. Den hamnade också bland de tio främsta på andra ställen runtom i världen, och belönades med platina, guld och silver i flera länder.

## Priser och utmärkelser
"Livin' la Vida Loca" nominerades till Grammygalan 2000 i kategorierna Record of the Year, Song of the Year, Best Male Pop Vocal Performance och Best Instrumental Arrangement Accompanying Vocalist(s). Den spanskspråkiga versionen nominerades också i kategorin  Record of the Year på Latin Grammy Awards of 2000.
Bland de många nomineringarna vann "Livin' la Vida Loca" i kategorin Lo Nuestro Award for Pop Song of the Year, Billboard Music Award for Hot 100 Male Artist, BMI Music Award for Song of the Year, och International Dance Music Award for Best Latin Dance Track. 

## Format och låstlistor
Maxi/CD-singel, Australien #1
1. "Livin' la Vida Loca" (albumversion) – 4:03
2. "Livin' la Vida Loca" (Scissorhands Push & Pull English House Mix) – 7:09
3. "Livin' la Vida Loca" (Trackmasters Remix) – 3:46
4. "Livin' la Vida Loca" (Pablo Flores English Radio Edit) – 4:07
5. "Livin' la Vida Loca" (Pablo Flores Spanish Dub-apella) – 7:51

Maxi/CD-singel, Australien #2
1. "Livin' la Vida Loca" (albumversion)

1. "Livin' la Vida Loca" (spanskspråkig version)

1. "Livin' la Vida Loca" (Spanglish Version)

CD-singel, Europa
1. "Livin' la Vida Loca" (Pablo Flores English Radio Edit) – 4:07
2. "Livin' la Vida Loca" (Scissorhands English Radio Mix) – 3:43

Maxisingel, Europa
1. "Livin' la Vida Loca" (Pablo Flores English Radio Edit) – 4:07
2. "Livin' la Vida Loca" (Pablo Flores English Club Mix) – 10:04
3. "Livin' la Vida Loca" (Scissorhands English Radio Mix) – 3:43
4. "Livin' la Vida Loca" (Pablo Flores Spanish Radio Edit) – 4:08

CD/Maxi-singel, Japan
1. "Livin' la Vida Loca" (albumversion) – 4:03
2. "Livin' la Vida Loca" (Scissorhands Push & Pull English House Mix) – 7:09
3. "Livin' la Vida Loca" (Track Masters Remix) – 3:46
4. "Livin' la Vida Loca" (Pablo Flores English Club Mix) – 10:04
5. "Livin' la Vida Loca" (Pablo Flores English Radio Edit) – 4:07

CD/maxi-singel, Storbritannien #1
1. "Livin' la Vida Loca" (albumversion) – 4:03
2. "La Copa de la Vida" (Spanglish Version - Radio Version) – 4:35
3. "Livin' la Vida Loca" (Joey Musaphia's Deep Vocal Edit) – 6:45

CD/maxi-singel, Storbritannien #2
1. "Livin' la Vida Loca" (albumversion) – 4:03
2. "Livin' la Vida Loca" (Amen Eurostamp Mix) – 7:18
3. "Livin' la Vida Loca" (Joey Musaphia's Carnival Mix) – 8:48

CD-singel, USA
1. "Livin' la Vida Loca" (albumversion) – 4:03
2. "Livin' la Vida Loca" (spanskspråkig version) – 4:03

CD/maxi-singel, USA
1. "Livin' la Vida Loca" (albumversion) – 4:03
2. "Livin' la Vida Loca" (Scissorhands Push & Pull English House Mix) – 7:09
3. "Livin' la Vida Loca" (Trackmasters Remix) – 3:46
4. "Livin' la Vida Loca" (Pablo Flores English Radio Edit) – 4:07
5. "Livin' la Vida Loca" (Pablo Flores Spanish Dub-apella) – 7:51

## Listplaceringar
| Lista (1999)                            | Högsta placedring |
| --------------------------------------- | ----------------- |
| Australien (ARIA)                       | 1                 |
| Österrike (Ö3 Austria Top 40)           | 7                 |
| Belgien (Ultratop 50 Flandern)          | 6                 |
| Belgien (Ultratop 40 Vallonien)         | 6                 |
| Kanada (RPM)                            | 1                 |
| Canada Adult Contemporary (RPM)         | 1                 |
| Canada Dance (RPM)                      | 1                 |
| Nederländerna (Nederlandse Top 40)      | 9                 |
| Finland (Finlands officiella lista)     | 1                 |
| Frankrike (SNEP)                        | 7                 |
| Tyskland (Media Control Charts)         | 6                 |
| Irland (IRMA)                           | 1                 |
| Italien (FIMI)                          | 5                 |
| Japan (Oricon)                          | 5                 |
| Nya Zeeland (RIANZ)                     | 1                 |
| Norge (VG-lista)                        | 1                 |
| Spanien (AFYVE)                         | 1                 |
| Sverige (Sverigetopplistan)             | 4                 |
| Schweiz (Schweizer Hitparade)           | 1                 |
| Storbritannien(Official Charts Company) | 1                 |
| US Billboard Hot 100                    | 1                 |
| US Billboard Adult Contemporary         | 1                 |
| US Billboard Adult Pop Songs            | 1                 |
| US Billboard Hot Dance Club Songs       | 5                 |
| US Billboard Hot Latin Songs            | 1                 |
| US Billboard Latin Pop Songs            | 1                 |
| US Billboard Tropical Songs             | 1                 |
| US Billboard Pop Songs                  | 1                 |
| US Billboard Rhythmic Top 40            | 1                 |
| Lista (2008)                            | Högsta placering  |
| Italien (FIMI)                          | 1                 |

| Lista (1999)                            | Högsta placering |
| --------------------------------------- | ---------------- |
| Australiens singellista                 | 21               |
| Belgiens singellista (Flandern)         | 35               |
| Belgiens singellista (Vallonien)        | 40               |
| Canadian RPM Top Singles                | 1                |
| Canadian RPM Adult Contemporary         | 14               |
| Nederländernas Single Top 100           | 52               |
| Frankrikes singellista                  | 34               |
| Sveriges singellista                    | 12               |
| Schweiz singellista                     | 18               |
| Storbritanniens singellista             | 6                |
| USA:s Billboard Hot 100                 | 10               |
| USA:s Billboard Hot 100 Airplay         | 13               |
| USA:s Billboard Hot Singles Sales       | 9                |
| USA:s Billboard Adult Pop Songs         | 14               |
| USA:s Billboard Hot Dance Singles Sales | 2                |
| USA:s Billboard Hot Latin Songs         | 5                |
| USA:s Billboard Latin Pop Songs         | 2                |
| USA:s Billboard Pop Songs               | 3                |
| USA:s Billboard Tropical Songs          | 8                |

| Land           | Cerifieringar |
| -------------- | ------------- |
| Australien     | Platina       |
| Belgien        | Guld          |
| Frankrike      | Silver        |
| Tyskland       | Guld          |
| Nya Zeeland    | Guld          |
| Norge          | Guld          |
| Sverige        | Guld          |
| Storbritannien | Platina       |
| USA            | Platina       |

## Andra tolkningar
- 1999 på albumet La Vida Mickey spelades en spanskspråkig version in, med röster av skådespelare till Disneyfigurer.
- Japanske sångaren Hiromi Go gjorde om låten till "Goldfinger '99". Masaki Sumitani (Razor Ramon H.G., som sager "sången jag använde utan tillstånd"). En parody av denna version gjordes till musikvideo i Hard Gay-avsnittet "Hiromi Go".
- Punkrockarna i Toy Dolls spelade sin version av låten på albumet för 2000 års Anniversary Anthems.
- I november år 2000, släppte ApologetiX (That Christian Parody Band) Spoofernatural, med en parody vid namn "Livin' What Jesus Spoke of".
- En uptempocover av CJ Crew med. Giorgio för samlingsalbumet för Dancemania från år 2000, Speed 4, utkom senare på Dancemania Speed Best 2001.
- El Vez tolkade 2001 låten på albumet Boxing with God.
- WPLJ gjorde 2001 en parody vid namn Livin' la Vida Choka.
- En Eurobeat-version av italienske sångaren Dave Rodgers, Livin' La Vida Mickey, spelades in för Eurobeat Disney 3.
- 2002 spelade serbiska rockbandet Night Shift in låten på sitt debuytalbum Undercovers.
- En version framförd av Eddie Murphy och Antonio Banderas spelades 2004 i slutet av filmen Shrek 2. Den låg också på soundtrackalbumet.
- En version av låten, framförd av Blue Day It, låg 2004 på albumet Shaka Rock.
- En barnversion vid namn "Drinkin' a Coca Cola" spelades in på sondtrackalbumet till Chuck E. Cheese's. Denna parodilåt blev dock inte så omtyckt av alla jämfört med originallåten.
- Jimmy Fallon parodierar låten som "Livin' la Vida Yoda", med syftning på Star Wars-figuren Yoda i samma avsnitt av Saturday Night Live där även Ricky Martin själv framförde låten som gäst.
- Shlock Rock, en grupp som parodierar populärmusik med judiskt tema, skrev "Learning to Dance the Hora".
- Punkrockbandet Knockout Theory från New Jersey spelar ofta sin version av låten på sina liveuppträdanden.
- Brittiska deathmetalbandet Ten Masked Men tolkade låten på albumet Return of the Ten Masked Men.
- ''Dave Ryan in the Morning från Sain. Paul-radiostationen KDWB, tolkade låten som "Livin' in Minnesota".
- Nashville Star-deltagaren Gabe Garcia sjöng en country-version 2008.
- Engelska metalcorebandet Bury Tomorrow släppte den 9 september 2010 sin egen tolkning på Myspace.
- Kristne komikern Mark Lowry parodierade sången som "Livin' For Deep-fried [Okra]".
- Draumurinn spelade in låten på isländska i januari 2011, som "Farið er allt til fjandans".
- Country parodisten Cledus T. Judd spelade in låten som "Livin' Like John Travolta" 1999 på albumet Juddmental.
- En inspelning på Smurfhits 8 från 2000 hette "Den Vita Smurfen"

### Fotnoter
1. ↑  VH1: 100 Greatest Songs of the 90's
2. ↑  CNN.com - Ricky Martin Leading The Latin (music) revolution
3. ↑  The Making of a Hard Disk Hit Arkiverad 4 juni 2011 hämtat från the Wayback Machine.
4. ↑  See Chapter 8 of 'Perfecting Sound Forever: the Story of Recorded Music' by Greg Milner.  Granta Books, 2009.  ISBN 978-1-86207-942-7
5. ↑  ”Ask Billboard - Viva la 'Vida' singer”. Billboard. Nielsen Business Media, Inc. 28 januari 2011. Arkiverad från originalet den 10 november 2012. https://web.archive.org/web/20121110031926/http://www.billboard.com/column/chartbeat/ask-billboard-what-the-forget-is-going-on-1005015692.story#/column/chartbeat/ask-billboard-what-the-forget-is-going-on-1005015692.story?page=2. Läst 28 januari 2011.
6. ↑  Lo Nuestro 2000 Arkiverad 5 augusti 2011 hämtat från the Wayback Machine.
7. 1 2 3 4 5 6 7 8 9 10 11  Ricky Martin - Livin' la Vida Loca (song). Läst 21 januari 2011.
8. ↑  Top Singles - Volume 69, No. 6, May 31 1999 Arkiverad 21 oktober 2012 hämtat från the Wayback Machine.. Läst 21 januari 2011.
9. ↑  Top Singles - Volume 69, No. 7, June 07 1999 Arkiverad 21 oktober 2012 hämtat från the Wayback Machine.. Läst 21 januari 2011.
10. ↑  Top Singles - Volume 69, No. 8, June 14 1999 Arkiverad 16 februari 2016 hämtat från the Wayback Machine.. Läst 21 januari 2011.
11. ↑  Nederlandse Top 40. Läst 21 januari 2011.
12. ↑  Pennanen, Timo (2006) (på finska). Sisältää hitin – levyt ja esittäjät Suomen musiikkilistoilla vuodesta 1972 (1st). Helsinki: Kustannusosakeyhtiö Otava. sid. 205. ISBN 978-951-1-21053-5
13. ↑  Single-Chartverfolgung Arkiverad 3 mars 2016 hämtat från the Wayback Machine.. Läst 21 januari 2011.
14. ↑  The Irish Charts. Läst 21 januari 2011.
15. ↑  Top Italian singles of 1999
16. ↑  Ricky Martin singles sales ranking. Läst 21 januari 2011.
17. ↑  Listas de Afyve Arkiverad 8 juli 2011 hämtat från the Wayback Machine.. Läst 23 januari 2011.
18. ↑  Top 75 Releases. Läst 21 januari 2011.
19. 1 2 3 4 5 6  Livin' la Vida Loca - Ricky Martin. Läst 21 januari 2011.
20. 1 2 3  Billboard Singles. Läst 21 januari 2011.
21. ↑  ”ARIA Charts - End Of Year Charts - Top 100 Singles 1999”. Australian Recording Industry Association. http://aria.com.au/pages/aria-charts-end-of-year-charts-top-100-singles-1999.htm. Läst 19 april 2011.
22. ↑  ”Jaaroverzichten 1999”. Hung Medien. http://www.ultratop.be/nl/annual.asp?year=1999. Läst 19 april 2011.
23. ↑  ”Rapports Annuels 1999”. Hung Medien. http://www.ultratop.be/fr/annual.asp?year=1999. Läst 19 april 2011.
24. ↑  Top Singles - Volume 70, No. 8, December 13 1999 Arkiverad 10 mars 2016 hämtat från the Wayback Machine.. Läst 21 januari 2011.
25. ↑  Adult Contemporary - Volume 70, No. 8, December 13 1999 Arkiverad 4 mars 2016 hämtat från the Wayback Machine.. Läst 21 januari 2011.
26. ↑  ”Jaaroverzichten - Album 1999”. Hung Medien. http://dutchcharts.nl/jaaroverzichten.asp?year=1999&cat=s. Läst 19 april 2011.
27. ↑  ”Classement Singles - année 1999”. Disque en France. Arkiverad från originalet den 1 mars 2012. https://www.webcitation.org/65q6sYXWJ?url=http://www.disqueenfrance.com/fr/pag-259376-Classements-Annuels.html?year=1999. Läst 19 april 2011.
28. ↑  ”Årslista Singlar - År 1999”. Grammofon Leverantörernas Förening. Arkiverad från originalet den 12 oktober 2013. https://web.archive.org/web/20131012095843/http://www.hitlistan.se/netdata/ghl002.mbr/lista?liid=43&dfom=19990001&newi=0&height=420&platform=Win32&browser=MSIE&navi=no&subframe=Mainframe. Läst 18 april 2011.
29. ↑  ”Swiss Year-end charts 1999”. Hung Medien. Arkiverad från originalet den 1 mars 2012. https://www.webcitation.org/65q6u6pMV?url=http://swisscharts.com/year.asp?key=1999. Läst 19 april 2011.
30. ↑  ”Yearly Best Selling Singles 1999”. The Official Charts Company. Arkiverad från originalet den 17 januari 2013. https://www.webcitation.org/6DjFWdpde?url=http://www.bpi.co.uk/assets/files/yearly. Läst 11 april 2011.
31. 1 2 3 4 5 6 7 8 9  ”The Year in Music 1999”. Billboard. Nielsen Business Media, Inc. 25 december 1999. http://books.google.com/books?id=9w0EAAAAMBAJ&printsec=frontcover&hl=pl&source=gbs_ge_summary_r&cad=0#v=onepage&q&f=false. Läst 19 april 2011.
32. ↑  ARIA Charts - Accreditations - 1999 Singles. Läst 21 januari 2011.
33. ↑  Awards 1999. Läst 21 januari 2011.
34. ↑  Certifications Singles Argent - année 1999 Arkiverad 23 mars 2014 hämtat från the Wayback Machine.. Läst 21 januari 2011.
35. ↑  Gold-/Platin-Datenbank Arkiverad 13 februari 2012 hämtat från the Wayback Machine.. Läst 21 januari 2011.
36. ↑  Top 40 Singles Chart Arkiverad 9 juli 2011 hämtat från the Wayback Machine.. Läst 21 januari 2011.
37. ↑  Søk i troféer Arkiverad 26 juni 2006 hämtat från the Wayback Machine.. Läst 21 januari 2011.
38. ↑  År 1999. Läst 21 januari 2011.
39. ↑  Certified awards search Arkiverad 14 maj 2011 hämtat från the Wayback Machine.. Läst 21 januari 2011.
40. ↑  Gold & Platinum: Searchable Database. Läst 21 januari 2011.